# Crna mapa, priča jedne novinarske istrage
Crna mapa, priča jedne novinarske istrage je knjiga o istrazi ubojstva dvojice ruskih novinara koji su bili poslani izvješćivati s ratišta u Hrvatskoj.
Knjigu je napisao istaknuti ruski novinar Vladimir Mukusev, akademik Eurazijske Akademije za televiziju i radio, docent Sveučilišta televizije u Petrogradu, doktor političkih znanosti, dobitnik nagrade Američke nacionalne televizijske akademije „Emmy“. Mukusev je 20 godina vodio vlastitu istragu o ovoj tragediji. Prvih godina Domovinskog rata, od 1990. do 1993., bio je i zastupnik u parlamentu Ruske Federacije.
Hrvatsko izdanje nije objavila neka poznata novinska kuća, nego Udruga dragovoljaca Domovinskog rata Ogranak malog sela Selište Kostajničko nedaleko Hrvatske Kostajnice i Hrvatski memorijalno-dokumentacijski centar, Zagreb. Urednik hrvatskih stranica je poznati dokumentarist Domovinskog rata umirovljeni pukovnik HV Ivan Pandža Orkan.
U svezi s knjigom je i 34-minutnog dokumentarni film na temu događaja s komentarima pred kamerama novinara Mukuseva, a za čiju je obradu posebno zaslužan Damir Markuš, kutinski dragovoljac obrane Vukovara.
Knjiga je pisana poput pustolovnog romana bliska jednostavnom čitanju, plijeni dramatikom sadržaja, a opet je stilski oblikovana politički i za proces istraživanja nudi obilje analitičko provjerenih stručni informacija. Knjiga je poučni primjer novinarima o nesebičnoj zahtjevnosti njihove profesije. Ima 194 stranica i 8 poglavlja s fotografijama i faksimilima.

## Događaj
Ruski novinari Gennadij Kurinnoj i Viktor Nogin izvješćivali su o ratu u Hrvatskoj (mediji su još govorili i o "ratu u Jugoslaviji").
Nogin i Kurinnoj bili su novinari sovjetske državne TV/radijske komisije, Nogin je bio beogradski dopisnik, a Kurinnoj snimatelj Televizije SSSR-a.
Potkraj kolovoza 1991. god. stigli su u Hrvatsku Kostajnicu koja je bila u okruženju velikosrpskih snaga. 1. rujna zaputili su se ka Petrinji, gdje je bilo predviđeno da se nađu s predstavnicima JNA.
Krenuli su iz Beograda u Zagreb autoputom, s kojega su sišli u Novskoj te vozeći se pravcem Jasenovac - Hrvatska Dubica ušli u Hrvatsku Kostajnicu, koja je onda još (11 dana poslije je velikosrpski agresor okupirao ju je) bila pod nadzorom hrvatskih snaga.
 U grad su stigli i snimali intervjue s raznim osobama. Razgovarali su s hrvatskim civilima, pripadnicima ZNG-a i hrvatske policije. Pri svakom su razgovoru iskazali da namjeravaju putovati dalje iz Hrvatske Kostajnice prema Petrinji (u zapovjedništvo bivše JNA) te nastaviti dalje ka Zagrebu. Više ih je sugovornika upozorilo da cesta Hrvatska Kostajnica - Petrinja nije više sigurna za promet i da bi vrlo izgledno imati probleme s odmetničkim srpskim bandama. Viktor Nogin, koji je bio bivši student hrvatskoga jezika u Zagrebu, nije se bojao, uzdajući se u svoje ratno iskustvo iz sovjetske intervencije u Afganistanu, Hrvate je smatrao dobrim ljudima, a Srbe "ruskom braćom".
Popodne su se zaputili iz Hrvatske Kostajnice u automobilu cestom u ka Petrinji (u Pounju su se tad vodile borbe hrv. vojske i srpskih pobunjenika). Nogin je vozio, a Kurinnoj je bio na zadnjem sjedalu jer je odatle mogao bolje snimati. U selu Panjanima na cesti, na raskrižju cesta Hrvatska Kostajnica - Petrinja - Sunja, velikosrpski su teroristi s postavljene barikade iz zasjede pucali su u vozilo. Automobil su zaustavili, a pripadnici velikosrpske paravojske (milicija Mile Martića) su prišli vozilu. Ranjeni Viktor Nogin je rekao: "Ne pucajte, mi smo vaša braća." Odmetnici nisu marili. Zapovjednik pobunjeničkih srpskih snaga odgovorio im je vičući "vi ste ustaški špijuni, paljba!" U drugom valu paljbe ubili su obojicu. Opremu iz vozila velikosrpski su banditi opljačkali, a vozilo s tijelima ubijenih novinara zapalili. Sutrašnjeg je dana (na drugi izvor piše: nakon nekoliko dana, kada su se o nestalim novinarima počeli raspitivati ruski diplomati) mjesni zapovjednik bataljuna, pričuvni poručnik JNA zapovijedio dvojici dvojica mještana Panjana, čija je kuća bila najbliža mjestu ubojstva, neka skriju olupinu s izgorjelim tjelesima, što i učinili; naredio je da vozilo odvuku s ceste na obalu rijeke Sunje u Donjim Kukuruzarima te ga zakopaju, što je nekih 500 metara dalje. 
Olupina s izgorjelim tjelesima ukupno je odvučena 3,5 kilometara u dubinu teritorija koji je bio pod nadzorom pobunjenih Srba. Spaljeni automobil sa spaljenim tijelima zakopali su u selu Kukuruzarima.
Sedam mjeseci nakon ubojstva obavljen je očevid. Obavljen je u nazočnosti ruskih diplomata iz Beograda i predstavnika Vojnog suda iz Banje Luke. Zapaljeni automobil je iskopan, no nije bilo tijela ubijenih novinara.  Očevid je bio 1. travnja 1992. godine, a ruski su diplomati došli u potrazi za novinarima. U toj je skupini bio Vladimir Mukusev, ondašnji zamjenik Vrhovnog Sovjeta Ruske Federacije. Pobunjeni Srb odmah su odgovornost za njihovo ubojstvo pripisale hrvatskim snagama s majurskog groblja.
Ostatci ruskih novinara do danas nisu pronađeni.
Prema jednoj inačici, velikosrpski pobunjenici iz zasjede propucali su vozilo brzometnom paljbom. Kurinnoj i Nogin preživjeli su taj napad uz teške rane. Nakon tog napada kamuflirane su ih osobe izvukle iz vozila i ubile. Nakon usmrćenja ugurali su ih nazad u automobil koji su potom zapalili.
Krivci su bili poznati, no dugo vremena nisu odgovarali.
Njihovo se ubojstvo dugo pripisivalo Hrvatima, a velikosrpski su propagandisti obilno zlorabili tu propagandnu laž. Istina je na kraju isplivala na vidjelo - ubili su ih pobunjeni Srbi.
Srbi do danas poriču da su išta loše učinili "braći Rusima" te krivnju neprestano nameću Hrvatima koji su, kolovoza 2014. konačno došli u posjed dokaza o okolnostima smrti stradavanja ruskih novinara na zadatku. Ova je smrt bila jedna su od najmisterioznijih smrti iz Domovinskog rata. Zbog zakrivanja tragova, dugo je bila mrlja koja se sustavno nametala Hrvatima.

## Istraga
Nekoliko mjeseci nakon što su dvojica novinara nestala, iz Rusije su krenula pitanja o sudbini te dvojice. Službeni predstavnici pobunjeničkih srpskih vlasti i Srbije tvrdili su da su ih ubili pripadnici hrvatske vojske.
Vladimir Mukusev bio je u svojstvu čelnika parlamentarne istražne skupine koju je oformio tadašnji predsjednik Mihail Gorbačev. U istražnoj su skupini bila još dvojica pukovnika FSB-a i zamjenik državnog tužitelja Rusije. Ustanovili su istinu. Ruskim je vlastima uz nepobitne dokaze prenio da ubojice dvojice ruskih novinara nisu hrvatske snage, nego da su ubojstvo počinili pripadnici srpskih paravojnih snaga. Vladimir Mukusev je još bio zastupnik Vrhovnog sovjeta Ruske Federacije kad je bio počeo istragu. Tijekom političkih promjena u SSSR-u izgubio tu i svaku drugu potporu. Istragu je doveo do najbitnije spoznaje zahvaljujući svojoj novinarskoj iznimnoj profesionalosti i snažnoj znatiželji.
Materijali bitni za istragu nađeni su poslije oslobođenja tih krajeva u hrvatskoj osloboditeljskoj operaciji Oluji. Nakon nje i hrvatske su vlasti u potrazi za tijelima novinara pronašle olupinu, a poslije i dokumente o ovom slučaju. Ruska je komisija tad utvrdila da su Nogina i Kurinnog ubili članovi Martićeve milicije pod koju je spadala i jedinica Kaline Komogovina.
Pouzdani trag istrazi bila je crna mapa, po kojoj je i ova knjiga dobila ime. U toj su crnoj mapi bili pohranjeni ponajviše spisi istrage tijela srpske pobunjeničke paradržave s područja Hrvatske. Tijela t.zv. RSK dobile su zadaću istražiti slučaj. Mnoge su se stvari zbile koje su omele istragu. Dan prije ključnog iskaza i ubijen je i svjedok sklon pokazati neidentificirano grobište ubijenih izvjestitelja. S tijekom istrage i potrebom spomena novinarima upoznati su ruski i hrvatski predsjednici država: s hrvatske strane Tuđman, Josipović..., a s ruske Jeljcin, Putin, Medvjedev ... Potpore istrazi nije bilo, osim povremenih odgovora o primitku upita. Iznenađujući je bio izostanak novinarske znatiželje kod profesionalaca: reakciju sličnu vladajućim tijelima pokazale su i informativne kuće i udruge novinara, nevladine organizacije bez obzira na to, što autoru knjige nije motiv istrazi usko nacionalni (ubojstvo ruskih novinara), nego profesionalna novinarska spoznaja o istini u ovom slučaju.
Novu istragu su protiv počinitelja ubojstva 2012. godine službeno zatražili supruga i sin Gennadija Kurinnoja Galina Kurinnova i Ivan Kurinnoj, zatim ugledni ruski novinar, sveučilišni profesor i akademik Vladimir Mukusev, bivši šef Istražnog povjerenstva Vrhovnog sovjeta Ruske Federacije za potragu za nestalim ruskim novinarima Noginom i Kurinnojem. Problem se pokazao tako što pravu istragu nikada nitko nije htio sprovesti, jer kako se čini, Viktor i Gennadij nisu bili tek obični novinari koji su nastradali u ratnoj zoni, pa je to pokazivalo da ovo ubojstvo je puno veće širine i dubine nego što se mislilo.
Viktor Nogin bio je novinar s dugogodišnjim ratnim stažom koji je zbog tekstova iz Afganistana 1980-ih postao nepodoban za ondašnji SSSR te je utočište našao u SFRJ,  gdje je bio dopisnik sovjetske televizije iz Beograda.
Istraga je stajala u mjestu više od 20 godina u cilju "viših" srpsko - ruskih diplomatskih interesa, da ih ovaj okrutni zločin ne bi dugoročno narušio. 
Ruskim interesima na području Hrvatske i susjedstva nikako nije odgovarala istina, ni onda ni danas. Ondašnje su ruske vlasti, za predsjednikovanja Borisa Jeljcina, proglasile Vladimira Mukuseva za rušitelja ruskih nacionalnih interesa na ovim prostorima,  a istraga opstruirana jer nije politički odgovaralo da ruske novinare ubiju Srbi. Ruske kolege novinari optužile su ga da je lovac na senzacije. Ni dva desetljeća poslije situacija s državnim vrhovima nije bila bolja, ni sa strane Ruske Federacije, a niti sa strane hrvatskog vrha. Ondašnji ruski istražitelj Mukusev nije se pomirio s takvim stavom, nego je u duhu pravog istraživača nastavio obavljati posao koji mu je sovjetska odnosno ruska država povjerila prije 20-ak godina, pa je objavio knjigu Crna mapa, priča jedne novinarske istrage.
U istragu o ubojstvu naposljetku se upustilo mnogo ljudi. Petnaest je godina trajalo istraživanje. Upornošću Ivice Orkana Pandže, hrvatskog odvjetništva i inih institucija, te i ruskih novinara došlo se do pravih ubojica.
Pronađena je dokumentacija o tome kada i tko je likvidirao novinare. Počinitelji su još 2011. mirno živjeli u BiH sigurni od progona, jer ni Rusima ni Srbima nije bilo u interesu razotkriti pravu istinu koja baca sjenu na mit o "složnoj braći", osobito uzevši u obzir činjenicu da su Srbi ubili nenaoružanog ruskog novinara koji im je ranjen povikao da ne pucaju, jer su "braća".
Istraga je do dokaznih materijala došla kolovoza 2014., a ima ih Agencija za istraživanje i dokumentaciju ratnih sukoba. Očekuje se da će biti prikazani na jednoj od televizijskih kuća koja se posebno zainteresirala za ovu nerazjašnjenu priču.
Vladimir Mukusev je do 1993. istraživao taj slučaj kao predsjedavajući ad hoc komisije Vrhovnog sovjeta Ruske Federacije, te "nakon vrlo dobro znanih događaja 1993." – kao novinar i prijatelj V. Nogina (ratni prijatelj iz afganistanskog rata), smatrajući to njegovom profesionalnom i građanskom dužnošću temeljito istražiti okolnosti zločina i privesti počinitelje pravdi.

## Uhićenje počinitelja ubojstva
Dugo godina u Hrvatskoj nije bila podignuta optužnica za ubojstvo te dvojice novinara. Službenu ekshumaciju u potrazi za tijelima ubijenih novinara u Kukuruzarima sproveo je 1997. Ured Vlade RH za zatočene i nestale, gdje je i tada pronađena olupina automobila, no kosti nisu nađene ni tada, ni do 2011. Stanje poslije nije poznato.
Umirovljeni pukovnik HV-a Ivica Pandža hrvatskim je pravosudnim organima predao paket dokumenata koje dokazuju da je srpska jedinica Kalin Komogovin sudjelovala u rujnu 1991. god. u čistki naseljenog mjesta Hrvatske Kostajnice, baš u vrijeme, kad su nedaleko odatle bili ubijeni ruski novinari.
Policija je 17. svibnja u Zagrebu privela bivšeg zamjenika zapovjednika jedinice Kaline Komogovine koja je djelovala na području samoproglašene Republike Srpske Krajine, jer je osumnjičen za sudjelovanje u ubojstvu sovjetskih televizijskih novinara Gennadija Kurinnog i Viktora Nogina 1991. godine.
Specijalnu jedinicu Kaline Komogovina činili su pripadnici Martićeve policije predvođeni Stevom Borojevićem - Gadafijem. Sjedište te postrojbe bilo je u spomen domu u selu Komogovini. Stevo Borojević - Gadafi ubijene je sa svojim zamjenikom Milanom Zecom u međusobnom obračunu unutar skupine u noći s 23. na 24. travnja 1992. Nakon završetka Domovinskog rata blizu navedenog spomen-doma pronađeno je više masovnih grobnica s tijelima ubijenih Hrvata (Plavićevac, Lovča - Marveno groblje, Slopačka kosa). Istu se postrojbu sumnjiči se i za pokolj 56 Hrvata u Baćinu.

## Spomen na ubijene
Lokalne udruge branitelja Sisačko - moslavačke županije pokrenuli su inicijativu za postavljenje spomen obilježja poginulim novinarima. Zahvaljujući dragovoljnom prinosu i radu mještana okolice Hrvatske Kostajnice dobili su 2011. dvojezični spomenik te su na mjestu ubojstva, umirovljeni pukovnik HV-a Ivica Orkan Pandža i udruge iz Domovinskog rata podigli spomen obilježje.
Hrvatski su branitelji 1. rujna 2014 u 10 sati zapalili svijeće i položili cvijeće u spomen na dvojicu mučki ubijeni ruskih novinara u selu Panjanima kod Hrvatske Kostajnice i pritom pozvali nadležne institucije RH da pronađu kosti Kurinnoja i Nogina, da bi ta dvojica novinara bili dostojno pokopani u domovini, a ubojice neka obradi pravosudni sustav.
U Hrvatskoj Kostajnici u pismu ondašnjem predsjedniku Josipoviću predložilo se Svjetski dokumentarni filmski festival pod nazivom „Ne pucaj“ s uradcima autora koji kroz svoj rad prenose strašnu istinu o ratu. Posebna nagrada s tog festivala nosila bi ime Nogina i Kurinnoja.

## Vanjske poveznice
- Đuro Vidmarović: Knjiga koja bi trebala poboljšati odnose RH i Ruske Federacije: Vladimir Mukusev: Crna mapa. Priča jedne novinarske istrage, Nakladnici: Udruga hrvatskih dragovoljaca Domovinskog rata – ogranak Selište Kostajničko i Hrvatski memorijalno-dokumentacijski centar Domovinskog rata Zagreb, Selište Kostajničko, 2012., Hrvatsko kulturno vijeće, 12. lipnja 2014.
- Simonov and Mukusev light candles in the front of the monument dedicated two Russian journalists killed in war, near Hrvatska Kostajnica  Arhivirana inačica izvorne stranice od 5. ožujka 2016. (Wayback Machine) (eng.)
- Snježana Vučković: Misteriozna ubojstva ruskih novinara ’91. na Banovini pred razrješenjem?, dnevno.hr, 25. kolovoza 2014.